# تپه سراب قنبر
تپه سراب قنبر مربوط به عصر آهن - سده‌های میانه دوران‌های تاریخی پس از اسلام است و در شهرستان گیلانغرب، بخش گواور، دهستان گواور، شمال روستای سراب قنبر واقع شده و این اثر در تاریخ ۲۷ اسفند ۱۳۸۶ با شمارهٔ ثبت ۲۲۳۴۶ به‌عنوان یکی از آثار ملی ایران به ثبت رسیده است.